# Jules Munshin
Jules Munshin (New York, 22 febbraio 1915 – New York, 19 febbraio 1970) è stato un attore, cantante e ballerino statunitense.

## Biografia
Il suo nome è conosciuto soprattutto a Broadway, dove interpretò, nei tardi anni quaranta, molti musical, come Call Me Mister (1946).
Munshin, che lavorò per diversi anni alla MGM, è ricordato dal grande pubblico soprattutto per aver fatto parte, insieme a Gene Kelly e Frank Sinatra, del terzetto di marinai nel film Un giorno a New York (1949), in cui i tre cantarono i celebri versi New York, New York, it's a wonderful town, eseguendo un numero di danza innovativo per l'epoca, totalmente ambientato in esterni.
Nello stesso anno fu nuovamente accanto a Sinatra e Kelly in un altro musical, Facciamo il tifo insieme (1949), interpretato anche da Esther Williams.
Tra le sue ultime interpretazioni cinematografiche è da ricordare quella di Bibinski, uno dei tre commissari sovietici nel film musicale La bella di Mosca (1957), con Fred Astaire e Cyd Charisse, remake del celebre Ninotchka (1939) con Greta Garbo.
Attore affabile e dotato di una naturale simpatia, dopo il cinema lavorò molto anche per film tv e show televisivi. Morì d'infarto nel 1970, all'età di 54 anni.

## Filmografia parziale

### Cinema
- Avventura all'Avana (Her Cardboard Lover), regia di George Cukor (1942)
- Ti amavo senza saperlo (Easter Parade), regia di Charles Walters (1948)
- Facciamo il tifo insieme (Take Me Out to the Ball Game), regia di Busby Berkeley (1949)
- Il bacio di mezzanotte (That Midnight Kiss), regia di Norman Taurog (1949)
- Un giorno a New York (On the Town), regia di Stanley Donen e Gene Kelly (1949)
- Vacanze a Montecarlo (Monte Carlo Baby), regia di Jean Boyer e Lester Fuller (1951)
- 10.000 camere da letto (Ten Thousand Bedrooms), regia di Richard Thorpe (1957)
- La bella di Mosca (Silk Stockings), regia di Rouben Mamoulian (1957)
- Monsieur Cognac (Wild and Wonderful), regia di Michael Anderson (1964)
- Scimmie, tornatevene a casa (Monkeys, Go Home!), regia di Andrew V. McLaglen (1967)

### Televisione
- The Dick Powell Show – serie TV, episodio 2x25 (1963)
- Il dottor Kildare (Dr. Kildare) – serie TV, episodio 4x02 (1964)

## Doppiatori italiani
- Carlo Romano in Facciamo il tifo insieme, Il bacio di mezzanotte, Un giorno a New York
- Renato Turi in La bella di Mosca
- Elio Pandolfi in Ti amavo senza saperlo (ridoppiaggio)